# Лесюк Степан
Степан Лесюк (1788 — ?) — селянин з Замулинців, політичний та громадський діяч Галичини середини XIX століття, посол до Австрійського парламенту 1848 року.
Після відставки з військової служби працював землеробом у Замулинцях.
Член Райхстагу від 10 липня 1848 року до 7 березня 1849 року. Обраний від Коломийського виборчого округу. 7 березня 1849 року парламент був розпущений і парламентарі втратили повноваження.